# 7157 Lofgren
7157 Lofgren è un asteroide della fascia principale. Scoperto nel 1981, presenta un'orbita caratterizzata da un semiasse maggiore pari a 2,1994017 UA e da un'eccentricità di 0,2270622, inclinata di 4,13885° rispetto all'eclittica.